# NGC 7513
NGC 7513 est une galaxie spirale barrée particulière située dans la constellation du Sculpteur. Sa vitesse par rapport au fond diffus cosmologique est de 1 261 ± 22 km/s, ce qui correspond à une distance de Hubble de 18,6 ± 1,3 Mpc (∼60,7 millions d'al). NGC 7513 a été découverte par l'astronome allemand Albert Marth en 1864. Elle fut redécouverte indépendamment par l'astronome américain Edward Barnard en 1883.

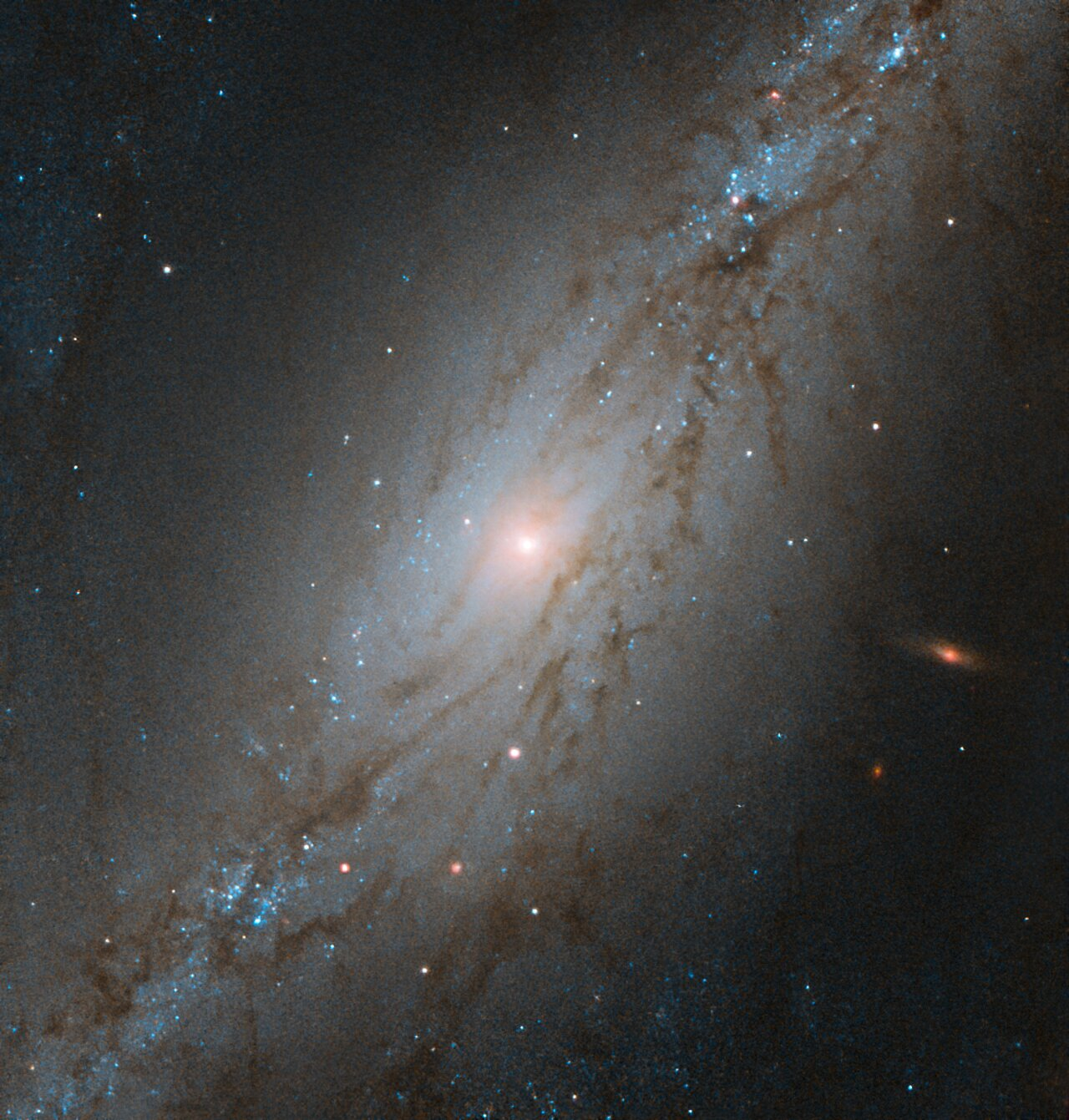
La galaxie spirale barrée NGC 7513 par le télescope spatial Hubble.

La classe de luminosité de NGC 7513 est II et elle présente une large raie HI.
NGC 7513 est une galaxie s'éloignant rapidement de nous, sa vitesse de déplacement dans le vide interstellaire étant estimée à environ 1 564 km/s.
À ce jour, 22 mesures non basées sur le décalage vers le rouge (redshift) donnent une distance de 19,109 ± 2,010 Mpc (∼62,3 millions d'al), ce qui est à l'intérieur des valeurs de la distance de Hubble.

## Groupe de NGC 7507
Selon Richard Powell, NGC 7513 est membre du groupe de NGC 7507. Ce groupe de galaxies renferme au moins trois membres. Les deux autres galaxies du groupe sont NGC 7507 et ESO 469-15.
De plus, NGC 7507 et NGC 7513 forment une paire de galaxies,.